# Ride wit Us or Collide wit Us
Ride Wit Us Or Collide Wit Us – debiutancki album zespołu Outlawz. W nagraniach wzięły udział takie gwiazdy jak Bad Azz. Coolio i Val Young.

## Lista utworów
1. Intro
2. Outlaw 2000 (Feat. Akwylah)
3. Life Is What You Make It
4. Black Rain (Feat. Val Young)
5. Hang On (Feat. Hellraza)
6. Soldier To A General
7. When I Go (Feat. Val Young)
8. Who? (Feat. Phats Bossi)
9. The Nyquil Theory
10. Fuckin With Me
11. Get Paid (Feat. TQ)
12. Good Bye (Feat. Coolio & Divine)
13. Mask Down (Feat. H-Ryda & Ya Yo)
14. Nobody Cares
15. Geronimo Jiga
16. Maintain (Feat. Hellraza & Supreme C)
17. Smasch (Feat. Bad Azz, Low Livez & Spice 1)
18. Jersey Mob
19. Murder Made Eazy (Feat. Akwylah, Dirty Berd, Smooth & Trife)